# 若狭塗

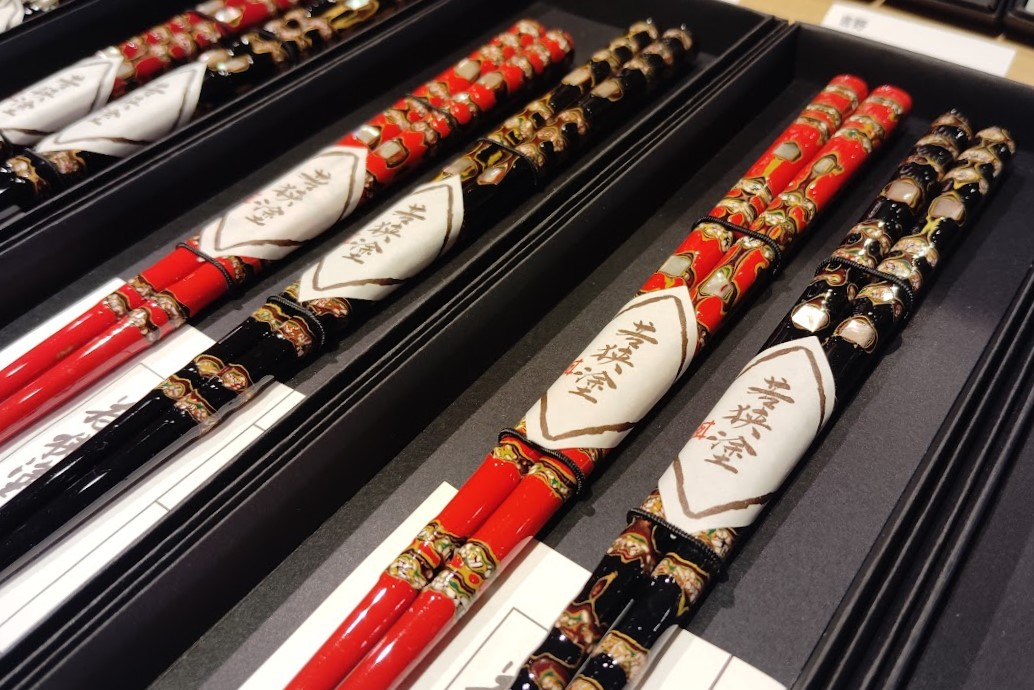
卵殻模様や貝殻模様が施された塗箸

若狭塗（わかさぬり）とは、福井県小浜市で生産される漆器である。

## 歴史

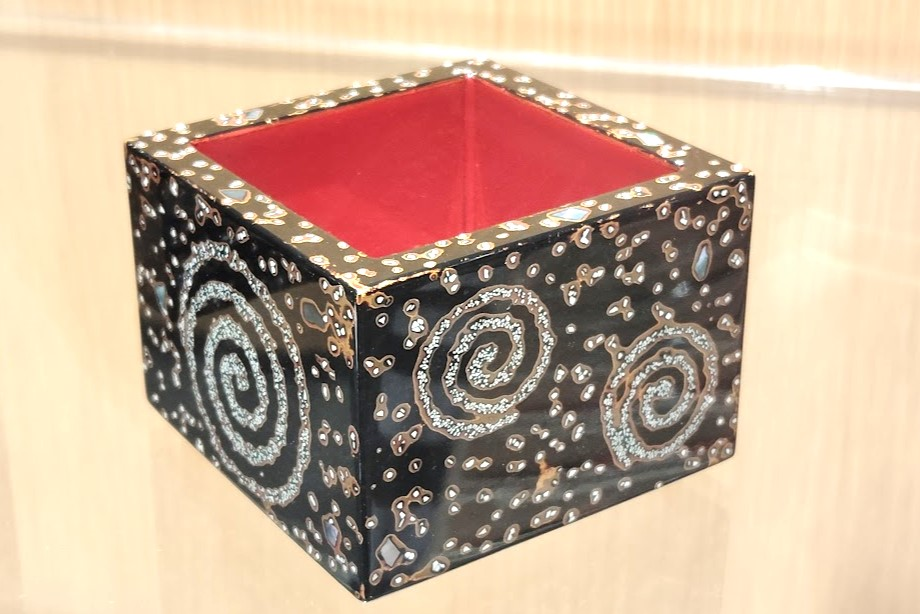
桝形盃

### 近世
江戸時代初期の寛永年間（1624年～1644年）、小浜の豪商である組屋六郎左衛門が、国外より入手した漆塗盆を小浜藩主の酒井忠勝に献上した。その後、小浜藩の漆塗職人である松浦三十郎（与兵衛）が、小浜湾の海底を模様化をした図案化し、中国の漆器作りを基に「菊塵塗」（きくじんぬり）を考案したのが最初と言われている。
その後、弟子によって「磯草塗」（いそくさぬり）が編み出された。万治年間（1658年～1661年）には現在まで伝わる卵殻金箔押法が完成すると、小浜藩主はこれを若狭塗と命名し、地場産業として保護・奨励した。なお、江戸時代初期には弘前藩に若狭塗の職人が移住し、津軽塗の改良を行ったという記録が残っている。江戸時代の若狭塗は宮家・公家・諸大名などへの贈答品としても用いられた。

### 近代
1879年（明治12年）には若狭塗箸購買組合が発足し、1880年（明治13年）には士族の西脇忠治らによって若狭塗会社が設立された。これらの団体は国内外の博覧会や共進会に出品して若狭塗を全国に広めた。明治時代には若狭塗箸を専門とする工房が現れた。1904年（明治37年）の日露戦争においては「堅牢にして優美」であるとして戦地で重宝された。
1916年（大正5年）には若狭漆器同業組合が、1923年（大正12年）には若狭塗購買販売組合が設立された。明治中期には約50万膳だった若狭塗箸の生産量は、1916年（大正5年）には約800万膳、1924年（大正13年）には約1500万膳に増加し、塗箸は若狭塗全体の生産額の80%に達した。大量生産による生産過剰に陥り、昭和初期には昭和恐慌の影響を受けたこともあって、1930年（昭和5年）にはこの地域の主要な生産物から外れた。

### 現代
1955年（昭和30年）頃には塗工場31、木地工場30、その他13の計74の工場があり、187人の塗師がいたとされる。1961年（昭和36年）に若狭塗箸工業協同組合が発足すると、1966年（昭和41年）には大阪出身の俵田光蔵が理事長に就任し、毎年8月4日（箸の日）に箸まつりを開催するようになった。俵田は勲六等単光旭日章を受勲するなどし、若狭塗の第一人者とされている。
1978年（昭和53年）2月6日には通産省（現・経済産業省）によって国指定伝統的工芸品に指定された。福井県の漆器としては越前漆器に続いて2件目の指定である。
2007年（平成19年）に放送されたNHK連続テレビ小説『ちりとてちん』では、主人公の実家が伝統的な若狭塗箸職人の家という設定であり、改めて若狭塗が全国的に知れ渡った。
2007年（平成19年）1月、アメリカ合衆国のバラク・オバマ大統領候補（2009年に大統領就任）に小浜市から若狭塗箸が贈呈された。
2015年（平成27年）4月24日、「海と都をつなぐ若狭の往来文化遺産群 - 御食国（みけつくに）若狭と鯖街道 - 」が日本遺産に認定され、若狭塗は構成文化財となった。

## 特色
技法としては、卵殻模様、貝殻模様、起こし模様が若狭塗の特徴である。塗りや蒔絵の技法に定評のある輪島塗（石川県輪島市）や河和田塗（福井県鯖江市）などとは異なり、磨きや艶出しの技法に定評のある漆器である。
製品としては特に盆、重箱、硯箱、茶托、香合などの器物が製造されているが、若狭塗箸などの箸産地としても名高い。小浜市は国内で生産される塗箸の80%以上を製造している。
箸木地の原材料になる木の80%以上は国外からの輸入であり、木材はインドネシア、ベトナム、フィリピン、ニューギニア島などの亜熱帯地域、竹は中国、台湾などで生産・加工されたものが多い。

## 技法
- 下地

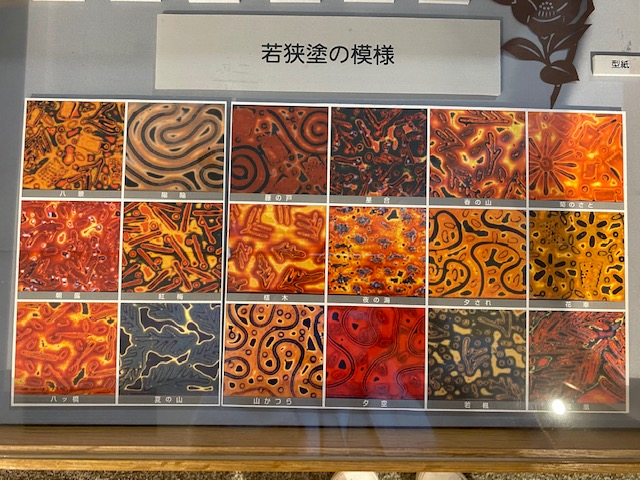
若狭塗の模様

  - 箸以外のものにあっては、トチ、ミズメザクラ、ケヤキ、ヒノキ、ホオ、カツラらと同等の材質を有する用材を素地調整のために布を貼り布目に錆を摺りこみ、生漆に地の粉及び米のりを混ぜ合わせたものを何回も塗付することにより「地の粉下地造り」と呼ばれる下地を作り、生漆を用い下地を摺り仕上げる。
  - 箸については、サクラ、シタン、モウソウチクらと同等の材質を有する用材を生漆又は朱合漆を使用して箸の頭の部分に塗り、朱合漆を用い下地を摺り仕上げる。

- 模様付、研ぎ出し
  - 卵殻を用いた「卵殻模様」、貝殻を用いた「貝殻模様」、松葉、檜葉、菜種又は籾殻等を用いた「起こし模様」の3種類があり、いずれも数十回も塗重ね、砥石を用い「荒研ぎ」、「中研ぎ」、「仕上げ研ぎ」をする。[4]

- 仕上げ
  - 朱漆を用い艶塗りを行い、炭を用い荒研ぎ、中研ぎ、仕上げ研ぎをした後、胴を摺り仕上げ、最後に黒色系の生漆を用い上塗りを行う。